# メリタ
メリタ（Melitta）は、ドイツに本社を置くコーヒー機器の総合メーカー。
ペーパードリップシステムを発明したメリタ・ベンツにより、1908年に創業した。事業はペーパーフィルターの生産から始まり、コーヒーをはじめとする食品関連用品に展開している。
日本においてはメリタ・ジャパン株式会社が支社業務を行っている。同一業種のカリタとは、社名とロゴマークが似ているが関係はない。

## 沿革

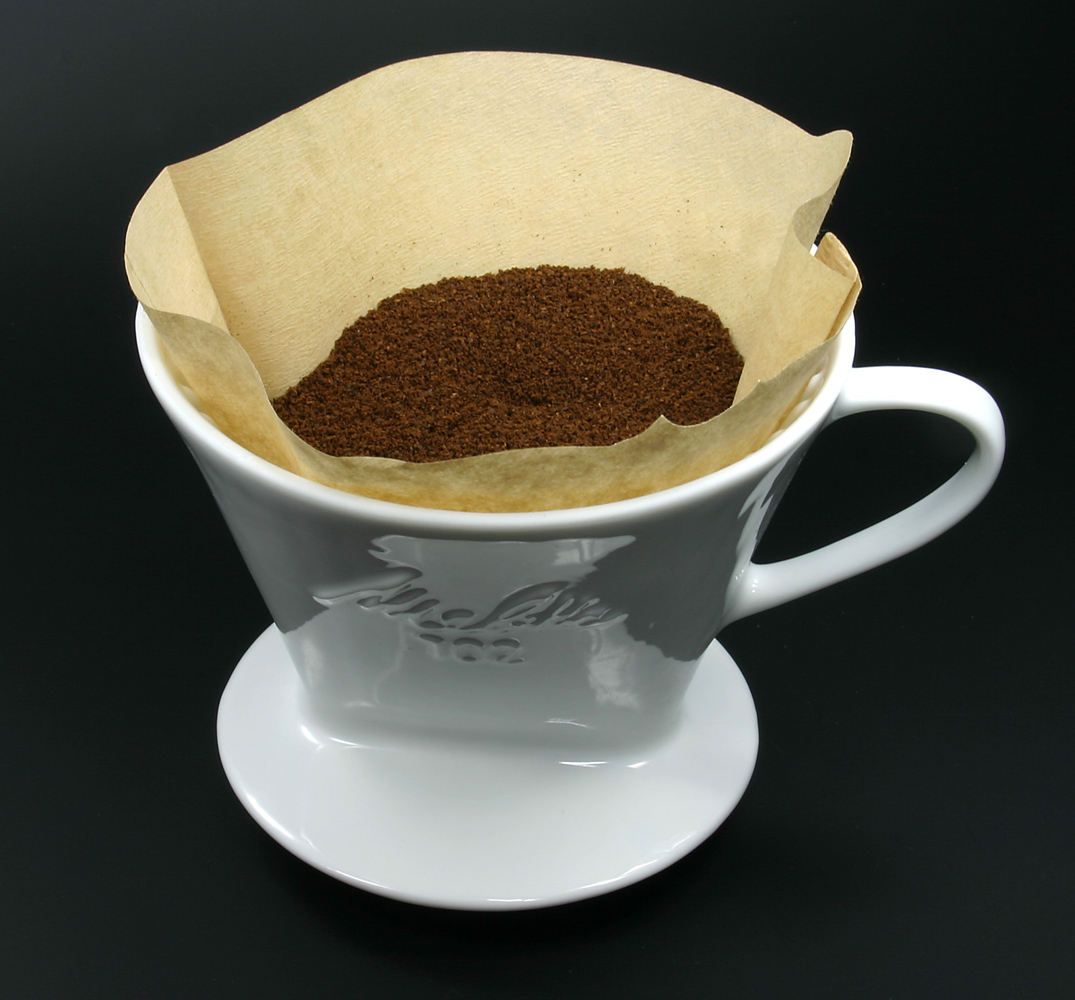
メリタ社のドリッパーとフィルター

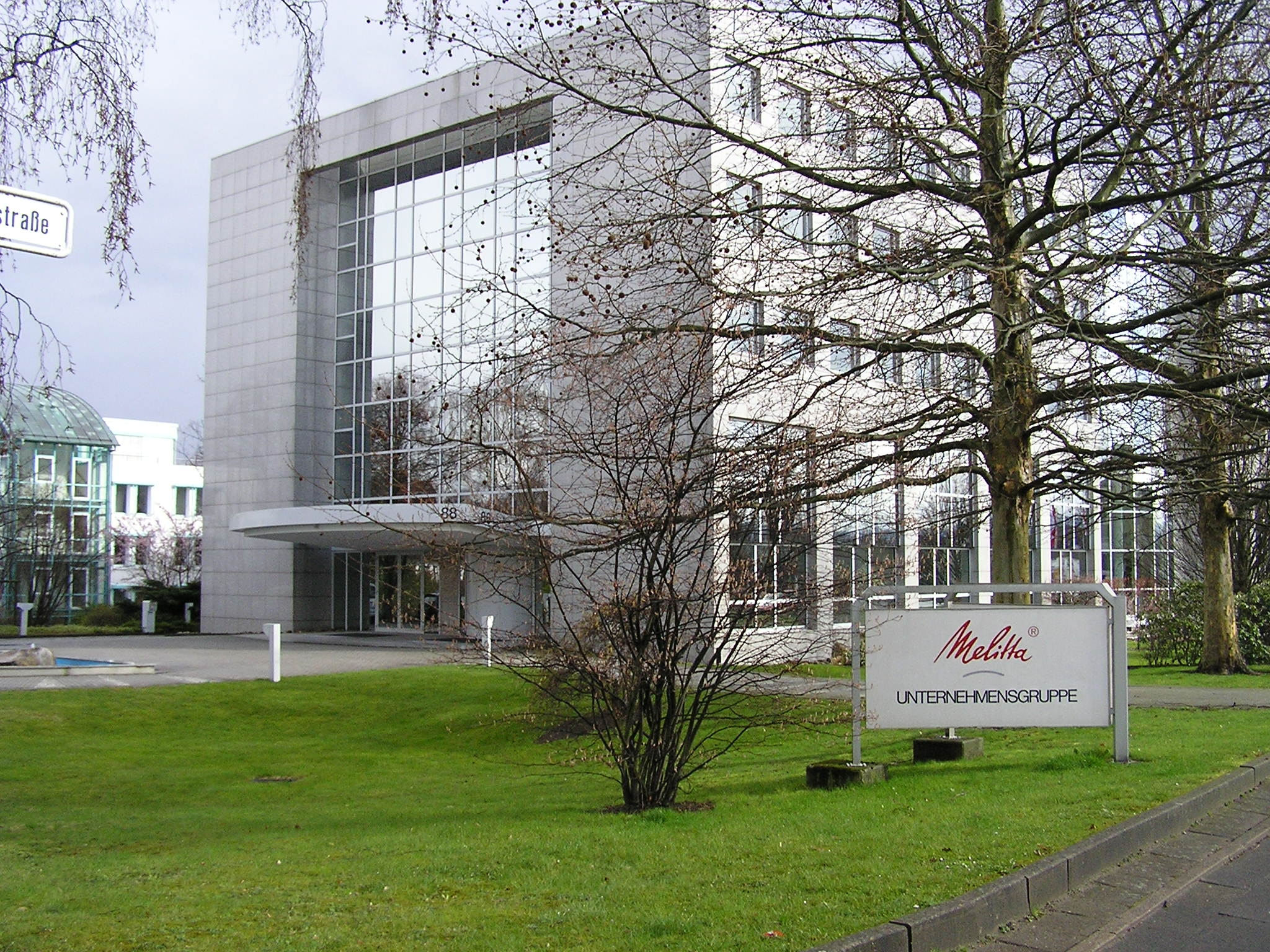
メリタ社本社

それまでのコーヒーは、お湯にコーヒー粉を入れて茶漉しで濾して作っていたが、この方法ではコーヒー滓がカップに入りザラザラと不快な上に苦くなる欠点があった。
1908年、ドレスデンに住んでいた主婦メリタ・ベンツ（Melitta Bentz 、1873年-1950年）は、息子のノートの紙を折って作ったフィルターを茶漉しにセットした器具を考案した。さらに金属缶の底にハンマーと釘で穴を開け、そこにペーパーフィルターを入れたところ、コーヒー滓がカップに混じらなかった。同年6月には、王立特許庁にペーパードリップシステムの特許を申請し、特許番号347895号を取得した。メリタ・ベンツはさらに半年後、M・ベンツを設立、社長に就任した。商業登記簿に記載された当時の資本金は73ペニヒ、社員は夫と2人の息子、ペーパーフィルターの生産場所は自宅という家内工業のスタイルで事業を始めた。
ペーパードリップの画期的なアイデアはドイツ国内で直ぐさま反響を呼び、1910年には国際衛生博覧会でメダルを受賞して注文が殺到し事業は急拡大、スイスやチェコへの輸出も始まった。
1912年にはドリップペーパーを本格的に生産するためドレスデン市内に800m2の工場を建設、この頃までに10万個を超えるペーパーフィルターを生産した。
1929年に業容拡大や工場確保のために本社をドレスデンからヴェストファーレンのミンデンに移し、現在に至っている。メリタ・ベンツの死後は息子のホルストが会社を引き継ぎ、ドリップシステムに更に改良を重ねた。結果、現在でもありふれた円錐形のフィルターを完成させた。
現在は支社をヨーロッパのほかアメリカ合衆国、カナダ、ブラジル、南アメリカ、日本などに置き、3,400人を雇用している。2008年には売上高が12億2500万ユーロ（約1470億円）あった。全世界にメリタブランドの製品は普及し、コーヒー用ペーパーフィルターの代名詞になっている他、コーヒーメーカー、コーヒー豆、ティーバッグ、食糧を新鮮に保つためのビニール袋等を扱っている。

## 主な販売品目

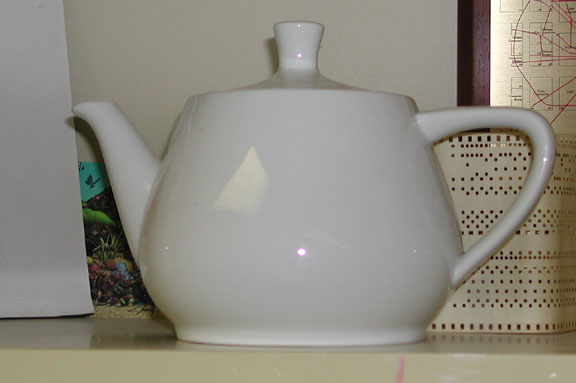
メリタ社製のティーポット

- ドリッパー
- ペーパーフィルター
- コーヒーメーカー（家庭用・業務用）

## 会社情報（日本支社）
- メリタジャパン株式会社 MELITTA JAPAN LIMITED
- 東京都江東区亀戸2-26-10 立花亀戸ビル6階
- 設立 1974年